# Bakı Buxtası
Bakı Buxtası är en vik i Azerbajdzjan.   Den ligger i distriktet Baku, i den östra delen av landet.
Runt Bakı Buxtası är det i huvudsak tätbebyggt. Runt Bakı Buxtası är det tätbefolkat, med 982 invånare per kvadratkilometer.